# Severe combined immunodeficiency

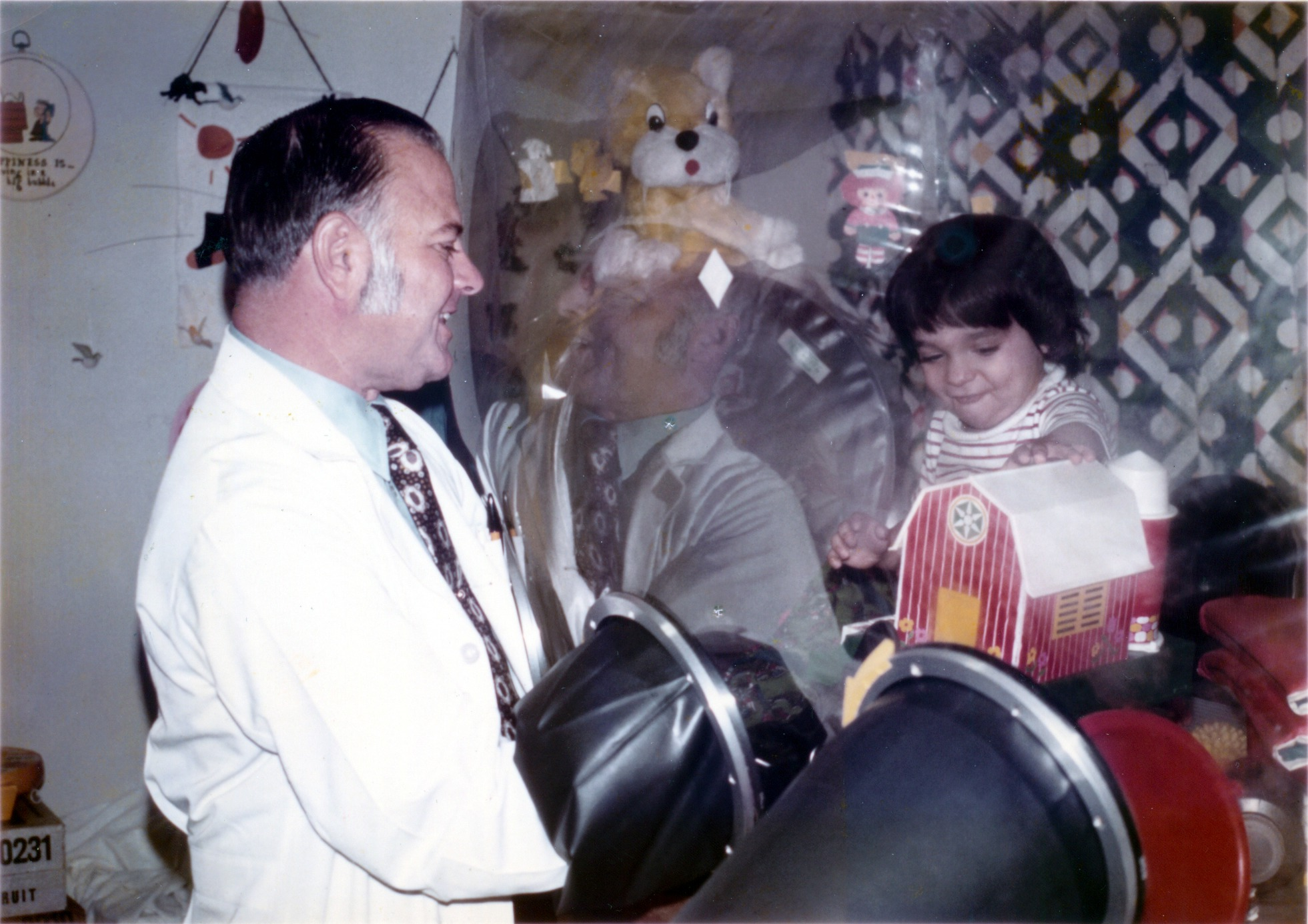
David Vetter

Severe combined immunodeficiency syndrome, SCID (uitspraak skid), is de verzamelnaam voor een heterogene groep erfelijke, aangeboren afwijkingen van het immuunsysteem. Kinderen geboren met SCID zijn ernstig immuungecompromitteerd, doordat zowel de humorale (B-cel gemedieerde) als cellulaire (T-cel gemedieerde) immuniteit ernstig gestoord is. Het wordt ook wel boy in the bubble-syndroom genoemd omdat de patiëntjes extreem vatbaar zijn voor infectieziekten, waardoor ze in een steriele luchtbel moeten leven. Het bekendste patiëntje met SCID is het jongetje David Vetter (21 september 1971 – 22 februari 1984), waarover in 1976 een televisiedocumentaire werd gemaakt. Zijn ziekte was reeds voor de geboorte bekend doordat een oudere broer eraan was gestorven.

## Oorzaak
De oorzaak is gelegen in een gestoorde groei en functie van de B- en T-cellen, twee soorten lymfocyten. Er is een genetisch defect in de RAG-proteïnen van de B- en T-cellen. Deze RAG-proteïnen zorgen voor de diversiteit van de antilichamen en van de membraangebonden TCR. Daardoor kunnen er geen antilichamen worden gemaakt of T-cellen geactiveerd wanneer er een virus of bacterie het lichaam binnentreedt. Er zijn ook vormen van SCID waarbij de genetische afwijking alleen de T-celfunctie verstoort en er in principe normale B-cellen zijn.
Zonder stimulatie door T-helpercellen, een subgroep van T-cellen, kunnen B-cellen echter niet functioneren, zodat bij ernstige verstoring van de T-celfunctie ook de B-cellen niet functioneren.
Ongeveer 50-70% van de patiënten met SCID hebben wel naturalkillercellen, een derde soort lymfocyten. Deze NK-cellen bieden nog enige bescherming tegen bacteriële en virale infecties, zodat in deze patiënten het ziektebeeld in de regel minder ernstig verloopt.

## Symptomen
Chronische diarree, oorontstekingen, terugkomende longontstekingen en candidiasis zijn vaak voorkomende infecties bij deze patiënten. Baby's met deze genetische afwijking sterven als ze onbehandeld blijven, meestal binnen één jaar aan ernstige, terugkomende infecties.

## Behandeling
Een aantal decennia geleden was de enige behandeling die kinderen met SCID langer dan enkele maanden in leven kon houden de patiënten blijvend in een ruimte met steriele lucht te houden - vandaar de benaming boy-in-the-bubble. Aanvankelijk is deze ruimte een couveuse, later wordt het een plastic ruimte ter grootte van een kamer. Evenals bij een couveuse zijn er ingebouwde rubberhandschoenen om de patiënt te kunnen verzorgen. Binnenstebuiten gekeerd worden die handschoenen gebruikt door de patiënt om dingen buiten de bubble te doen. David Vetter had een door de NASA ontwikkeld pak waarmee hij buiten kon komen.
Sindsdien zijn echter geslaagde behandelingen mogelijk met enzymtherapie en beenmergtransplantatie. Voor de toekomst is de hoop gericht op gentherapie. In 2009 werd gemeld dat een experiment met gentherapie voor SCID-patiënten met adenosine-deaminase deficiëntie succesvol verlopen was: Na 4 jaar leefden 8 van de 10 behandelde kinderen gezond en zonder gebruik van medicijnen. Echter, drie kinderen ontwikkelden wel leukemie ten gevolge van de behandeling.
In 2022 werd bekend dat tijdens een onderzoek met een nieuwe gentherapie van het Leids Universitair Medisch Centrum een Nederlands jongetje met Rag 1-SCID succesvol was behandeld.

## Prevalentie
De klassieke vorm van SCID heeft een incidentie van 1 op de 65.000 levend geborenen in Australië.
Recente studies hebben aangetoond dat één op de 2500 kinderen in de Dineh-populatie (meer bekend als Navajo) SCID hebben. Deze aandoening is een belangrijke oorzaak van ziekte en sterfte bij de Navajokinderen.
Uit de eerste resultaten van onderzoek is gebleken dat een overeenkomstig genetisch patroon voorkomt in de Apache-populatie.

## Types
| Type                                        | Descriptie |
| X-gebonden severe combined immunodeficiency | De meeste gevallen van SCID hebben als oorzaak een mutatie in het gen dat codeert voor common gamma chain (γc), een eiwit dat gedeeld wordt door de receptoren voor interleukines IL-2, IL-4, IL-7, IL-9, IL-15 en IL-21. Deze interleukines en hun receptoren zorgen voor de ontwikkeling en differentiatie van T- en B-cellen. Omdat de common gamma chain gebruikt wordt door vele interleukinereceptoren, veroorzaken mutaties, die resulteren in een niet-functionele common gamma chain, tot een groot aantal defecten in de signalering van de interleukines. Als resultaat kan het immuunsysteem zich niet ontwikkelen en kan het niet functioneren door een laag aantal of afwezige T-cellen en NK-cellen, en niet-functionele B-cellen. De common gamma chain is gecodeerd door het gen IL-2 receptor gamma, of IL-2Rγ, wat op het X-chromosoom ligt. Daarom immunodeficientie, veroorzaakt door een mutatie op het IL-2Rγ-gen is een X-gebonden SCID. De aandoening wordt X-gebonden recessief overgeërfd. |
| Adenosine deaminase deficiëntie             | De op de tweede plaats meest voorkomende vorm van SCID wordt veroorzaakt door een defect enzym adenosine deaminase (ADA), wat nodig is voor de afbraak van purines. De afwezigheid van ADA veroorzaakt een opstapeling van dATP. Deze metaboliet zorgt voor een inhibitie van de activiteit van ribonucleotide difosfaat reductase, het enzym dat ribonucleotides afbreekt tot deoxyribonucleotides. De effectiviteit van het immuunsysteem hangt af van lymfocyt proliferatie en dNTP-synthese. Zonder functionerend ribonucleotide reductase wordt de proliferatie van lymfocyten geïhibeerd en de effectiviteit van het immuunsysteem neemt af. |
| Syndroom van Omenn                          | Voor het aanmaken van immunoglobulines zijn recombinase enzymen nodig, die gecodeerd worden door Recombinatie Activatie Genen RAG-1 en RAG-2. Deze enzymen zijn nodig bij het eerste stadium van V(D)J recombinatie, het proces waarbij segmenten van het DNA van een B-cel of T-cel herschikt worden om een nieuwe T-cel- of B-celreceptor (en bij B-cellen, een 'template' voor antilichamen) te maken. Mutaties in de RAG-1- of RAG-2-genen verhinderen V(D)J recombinatie, wat SCID veroorzaakt. |
| JAK3                                        | Janus kinase-3 (JAK3) is een enzym dat de transductie 'downstream' van het γc signaal medieert. Een mutatie in het gen veroorzaakt SCID. |
| Artemis/DCLRE1C                             | Mortan Cowan, directeur van het Pediatric Bone Marrow Transplant Program van de Universiteit van Californië - San Francisco, merkte op dat hoewel onderzoekers zo'n tiental genen die SCID veroorzaken, hebben geïdentificeerd, de Navajo- en Apachepopulatie de ernstigste vorm van de aandoening hebben. Dit wordt geweten aan het ontbreken van het gen Artemis. Zonder dit gen kunnen de kinderen geen DNA repareren of afweercellen ontwikkelen. |

## Detectie
Er is nog geen standaardtest beschikbaar om SCID aan te tonen in pasgeborenen omdat er veel variaties zijn in het genetische defect bij SCID. Sommige vormen van SCID kunnen gedetecteerd worden door het sequencen van het DNA van de foetus, als de ziekte in de familie voorkomt. In alle andere gevallen wordt SCID pas gediagnosticeerd als de kinderen al zes maanden oud zijn, omdat ze steeds terugkerende infecties hebben. De symptomen van SCID vertonen zich niet direct na de geboorte, doordat de kinderen nog antilichamen van hun moeder in hun bloed hebben. In de eerste weken na de geboorte lijken de SCID-baby's gezond te zijn. Dit draagt ook bij aan de verlate diagnosestelling van deze patiëntjes.

## Trivia
- De Franse film Tom et Lola van Bertrand Arthuys (1990) vertelt over twee kinderen met SCID. De film is geen realiteit, omdat Tom en Lola permanent in een ziekenhuis verblijven (thuis kan net zo goed), waar ze maar weinig stimuli ontvangen. Verder zijn ze naakt en kaal ("om hygiënische redenen"), wat ook geen realiteit is.